# 夏井駅
夏井駅（なついえき）は、福島県田村郡小野町大字夏井字町屋にある、東日本旅客鉄道（JR東日本）磐越東線の駅である。

## 歴史
- 1917年（大正6年）10月10日：開業[2][3]。
- 1962年（昭和37年）3月15日：貨物の取り扱いを廃止[4]。
- 1984年（昭和59年）2月1日：荷物の扱いを廃止[4]。
- 1986年（昭和61年）4月1日：駅員無配置駅となる[5]。
- 1987年（昭和62年）4月1日：国鉄分割民営化により、東日本旅客鉄道の駅となる[3]。
- 2016年（平成28年）4月1日：三春駅の業務委託化により、管理駅を郡山駅に変更。
- 2024年（令和6年）10月1日：えきねっとQチケのサービスを開始[1][6]。

## 駅構造
単式ホーム1面1線をもつ地上駅である。かつては、島式ホーム1面2線を有していたが、無人化された際に駅舎側の1線が撤去された。
郡山駅管理の無人駅。かつては簡易委託駅で、駅舎内で近距離乗車券を発売していた。しかし、委託廃止後駅舎は取り壊され、今は広い駅前広場を残すのみとなっている。

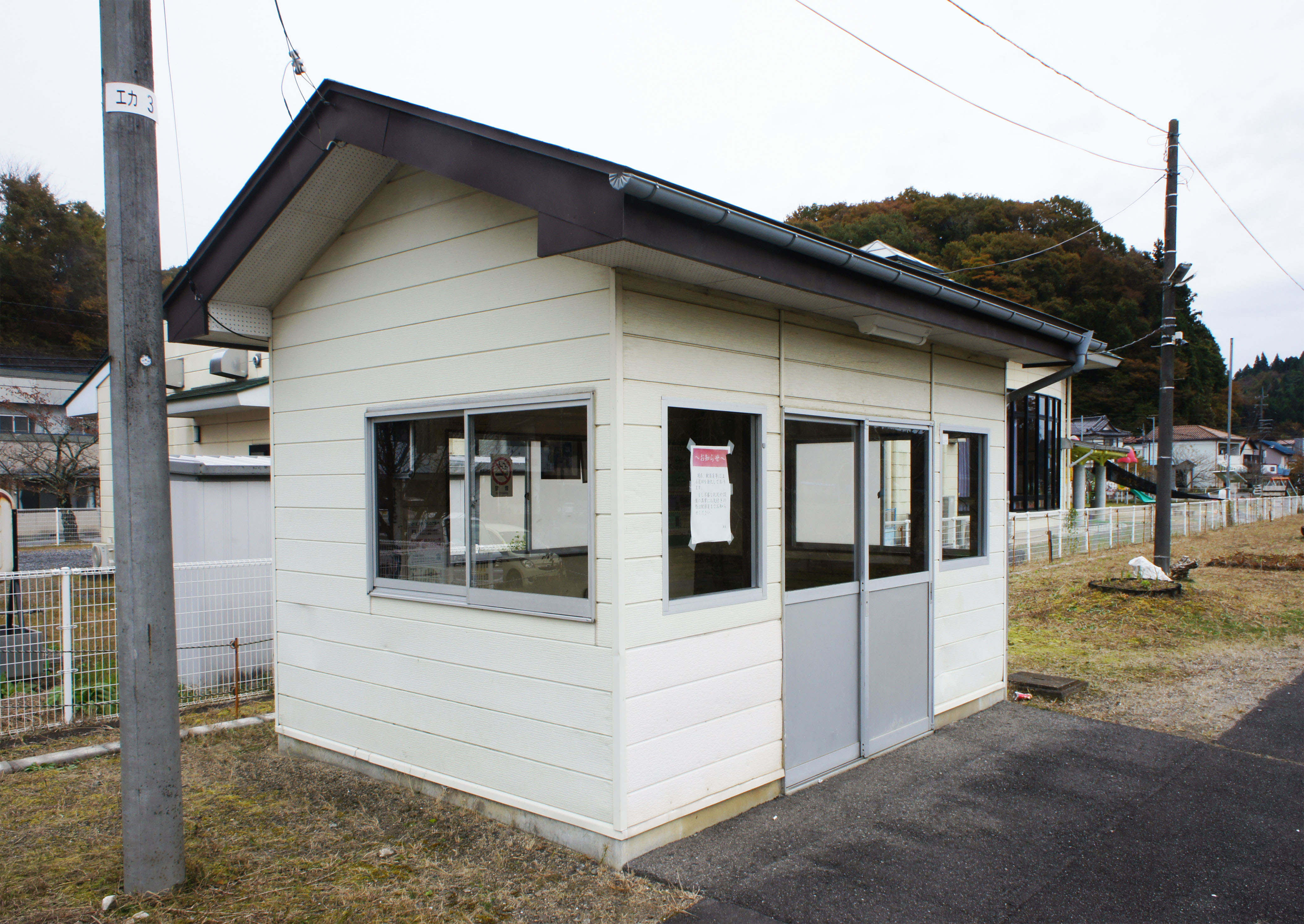
待合室外観（2021年10月）
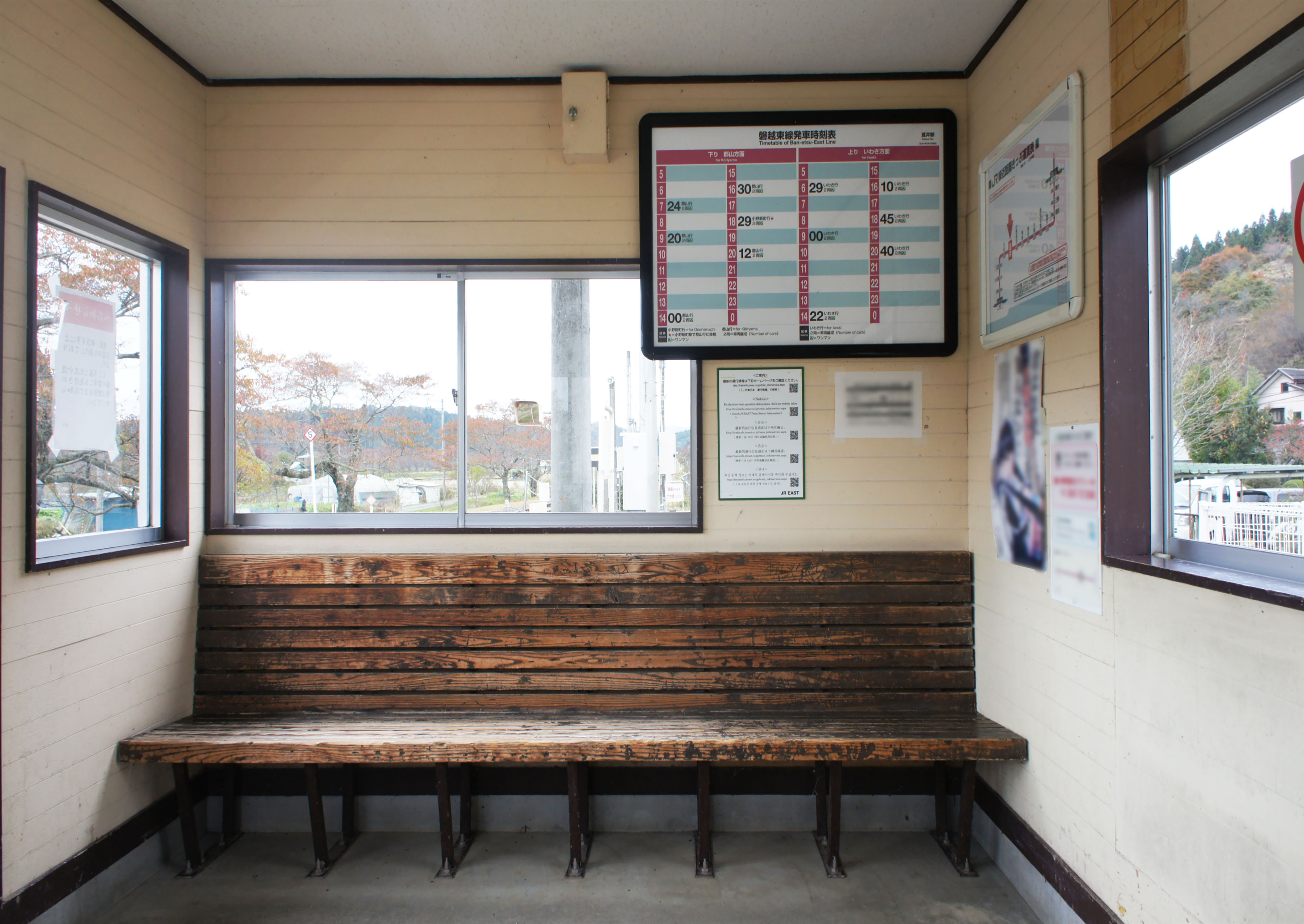
待合室（2021年10月）
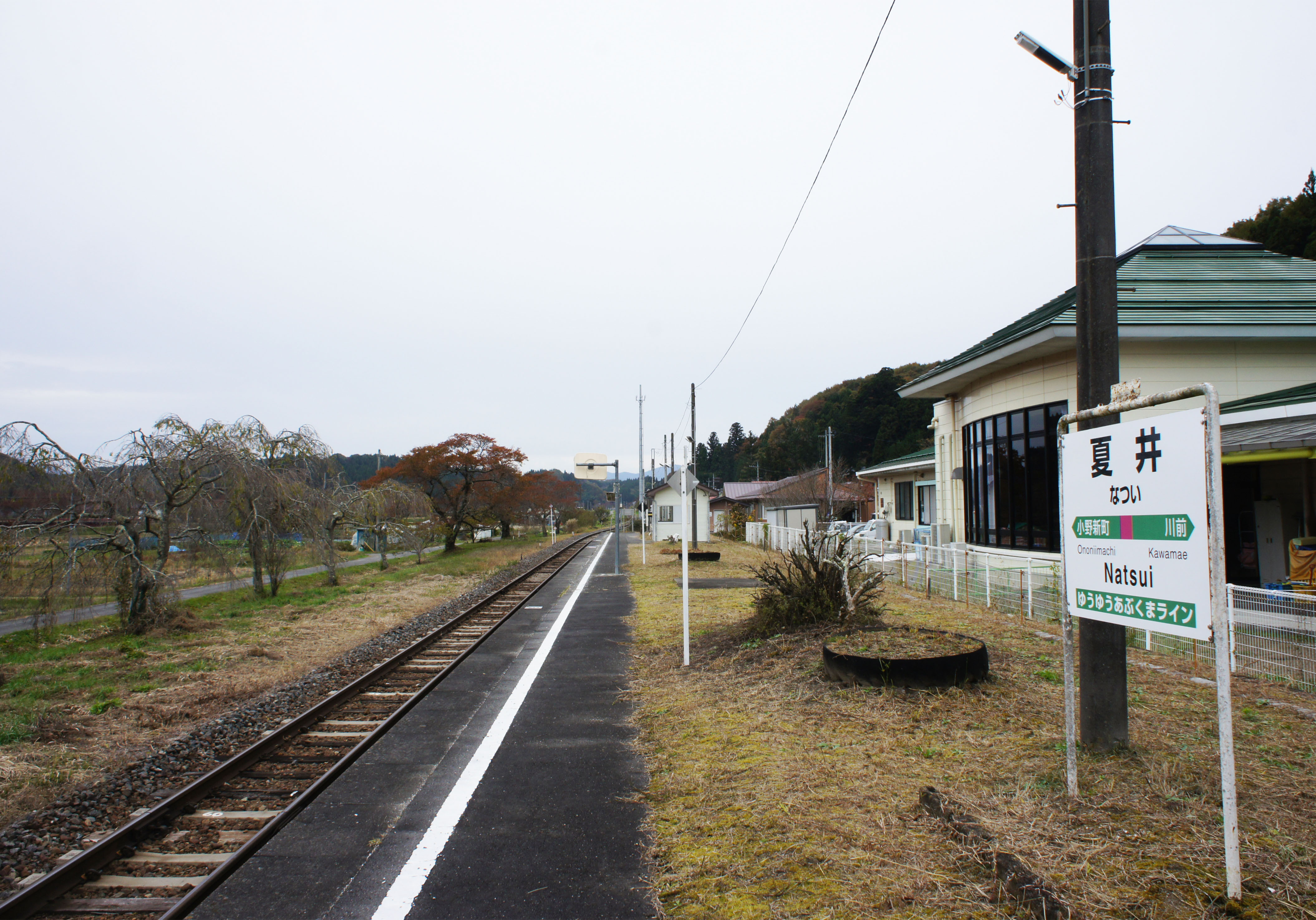
ホーム（2021年10月）

## 利用状況
「福島県統計年鑑」によると、2000年度（平成12年度）- 2004年度（平成16年度）の1日平均乗車人員の推移は以下のとおりであった。
| 乗車人員推移       | 乗車人員推移     | 乗車人員推移 |
| 年度               | 1日平均 乗車人員 | 出典         |
| ------------------ | ---------------- | ------------ |
| 2000年（平成12年） | 27               | [ 7 ]        |
| 2001年（平成13年） | 36               | [ 8 ]        |
| 2002年（平成14年） | 33               | [ 9 ]        |
| 2003年（平成15年） | 30               | [ 10 ]       |
| 2004年（平成16年） | 33               | [ 11 ]       |

## 駅周辺
駅前広場はやや広く、商店が数軒ある。
- 夏井郵便局
- 夏井の千本桜
- 夏井川
- 諏訪神社

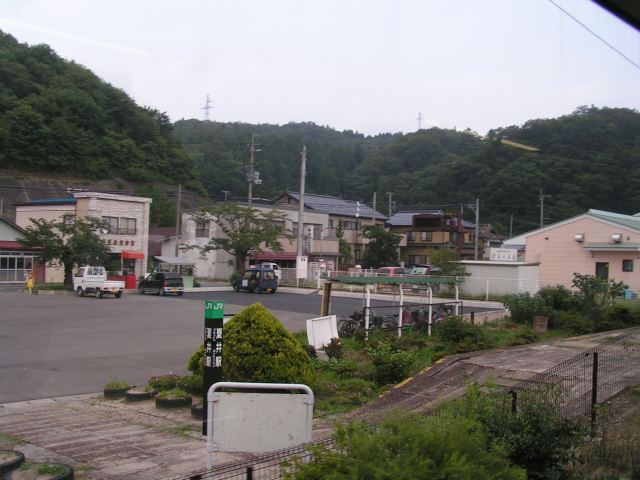
駅出口と駅前風景

  - 諏訪神社の翁スギ媼スギ（国の天然記念物）

### バス路線
「夏井駅前」停留所があり、新常磐交通が小野新町駅・川内方面、上三坂方面に運行している。

## 隣の駅
東日本旅客鉄道（JR東日本）
■磐越東線
川前駅 - 夏井駅 - 小野新町駅